# Otto Perutz
Otto Perutz (* 27. Juli 1847 in Teplitz; † 18. Januar 1922 in München) war ein deutscher Chemiker.

## Leben

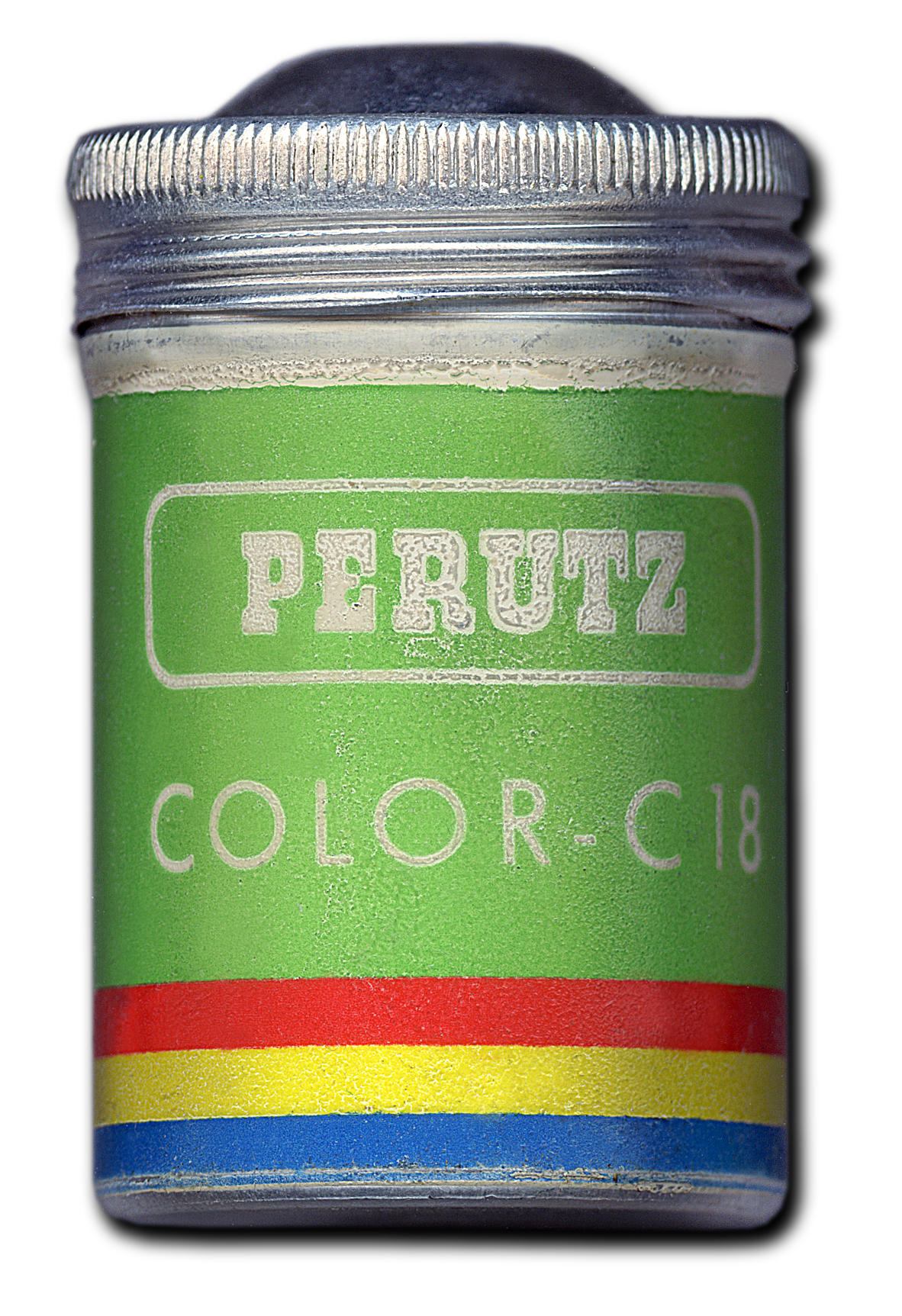
Filmdose für den Tageslicht-Farbfim Perutz C 18 (18 DIN) Die daraus entwickelten Dias galten als besonders farbrein und farbsättigend.

Sein Vater war der Bergwerksbesitzer, Inhaber der Firma Beer, Perutz & Söhne sowie Abgeordneter des böhmischen Landtages Adolf Perutz (1824–1899).
Otto Perutz studierte Chemie an der Technischen Hochschule Dresden, wo er sich dem Corps Teutonia anschloss. Sein Interesse wurde alsbald auf die Fotografie gelenkt. Entscheidend war hier das erste deutschsprachige Lehrbuch der Fotografie des Wiener Physikers Anton Martin. 1871 fertigte er bereits Bromsilber-Gelatine-Trockenplatten. In Zürich fertigte er eine Diplomarbeit zu einem photochemischen Thema an.
1872 bis 1876 war Perutz Betriebsdirektor der damaligen Bayerischen Aktiengesellschaft für chemische und landwirtschaftlich-chemische Fabrikate München/Heufeld (heute Süd-Chemie AG). 1880 gründete Otto Perutz die Otto Perutz Trockenplattenfabrik in München, die späteren Perutz-Photowerke.
Mit der Entwicklung eines Verfahrens zur industriellen Produktion der durch Hermann Wilhelm Vogel und Johann Obernetter entstandenen Eosinsilberplatten (panchromatische Sensibilisierung) machte Otto Perutz die farbtonrichtige Schwarzweißfotografie der breiten Masse zugänglich. 1896 wurden Perutz-Platten für erste Röntgenaufnahmen eingesetzt.
Er verkaufte seine Fabrik im Jahr 1897 an den Unternehmer Friedrich Engelhorn.
Otto Perutz war von 1902 bis 1922 wieder als Mitglied des Aufsichtsrates bei der damaligen Bayerischen Aktiengesellschaft für chemische und landwirtschaftlich-chemische Fabrikate beschäftigt.
1964 gingen die Perutz-Photowerke München-Obersendling, über Jahrzehnte hinweg erfolgreicher Hersteller für Filme, in der Agfa auf, die den Markennamen Perutz für eigene Produkte weiter verwendete. Eine große Bedeutung erlangten Perutz-Filme beim Fernsehen, sie waren als 16-mm-Schwarzweiß-Umkehrfilme das Standard-Filmmaterial für Nachrichtenfilme und Dokumentarfilme seit Anfang der 1950er-Jahre bis zur Einführung des Farbfernsehens Ende der 1960er-Jahre.
Mit Beschluss vom 23. Januar 2008 benannte die Landeshauptstadt München eine Straße im Stadtbezirk Riem-Trudering in Otto-Perutz-Straße.
Für seinen Sohn Samson Felix Perutz (1875 – 1937) errichtete die Landeshauptstadt München ein Erinnerungszeichen für Opfer des NS-Regimes in München an der Fassade seines letzten Wohnhauses in der Königinstraße 69.

## Auszeichnungen
- Goldene Medaille in Kategorie Photographie (Klasse 12) der Weltausstellung in Paris im Jahr 1900.[3]
- Silbermedaille (4. Abteilung Chemicalien, Apparate etc.) für Otto Perutz für empfindliche resp. haltbare farbenempfindliche Trockenplatten auf der Photographischen Jubiläumsausstellung 1889 in Berlin.[4]